# Yoshio Fujiwara
Yoshio Fujiwara (藤原 良夫, Fujiwara Yoshio) est un footballeur international japonais. Il évoluait au poste d'attaquant.

## Biographie
Il effectue sa seule apparition avec l'équipe nationale japonaise le 23 mai 1923, lors d'un match contre les Philippines dans le cadre des Jeux de l'Extrême-Orient. Il joue alors en club à l'Osaka Soccer Club.